# Jason Shackell
Jason Shackell (Stevenage, 27 september 1983) is een Engels voetballer die bij voorkeur als centrale verdediger speelt. Hij tekende in 2012 bij Burnley.

## Clubcarrière
Shackell is afkomstig uit de jeugdopleiding van Norwich City. Na vijf seizoenen in het shirt van The Canaries trok hij in 2008 naar Wolverhampton, waar hij minder succesvol was. Daardoor werd Shackell korte periodes uitgeleend aan zijn oude club Norwich City en aan Doncaster Rovers. In 2010 verhuisde de centrumverdediger naar Barnsley, dat hij na een jaar verliet voor Derby County. Op 5 juli 2012 tekende hij een vierjarig contract bij Burnley. In 2014 eindigde hij met The Clarets op de tweede plaats in de Championship, waardoor de club promotie mocht vieren naar de Premier League. Eerder speelde Shackell met Norwich City tijdens het seizoen 2004/05 al één jaartje in de Premier League.
1 Zetterström ·
2 Wilson ·
3 Forsyth ·
4 Ozoh ·
5 Bradley ·
6 Cashin ·
7 Barkhuizen ·
8 Osborn ·
9 Collins ·
10 Yates ·
11 Méndez-Laing  ·
12 Phillips ·
13 Luthra ·
14 Washington ·
16 Thompson ·
17 Goudmijn ·
18 Harness ·
19 Jackson ·
20 Elder ·
21 Rooney ·
23 Ward ·
24 Nyambe ·
27 Blackett-Taylor ·
28 Chirewa ·
31 Vickers ·
32 Adams ·
35 Nelson ·
39 Brown ·
Coach: Warne
· Assistent-coach: Barker
· Assistent-coach: Hamshaw
· Keeperstrainer: Warrington